# Johannes Heinsius (Architekt)
Johannes Max Heinsius (* 1874; † 5. Januar 1924 in Dresden) war ein deutscher Architekt und Baumeister.
Seit spätestens 1905 in Radebeul in der damaligen Leipziger Straße 84 als Architekt nachweisbar. Um 1910 verlegte Heinsius sein Büro nach Dresden in die Kesselsdorfer Straße 48 und blieb dort bis zu seinem Tod nachweisbar. Seine Witwe Selma Minna Heinsius war an derselben Adresse bis 1939, danach bis 1943/44 in der Kronprinzenstraße 55, nachzuweisen.
Zahlreiche der in Heinsius’ Radebeuler „Architektur-Bureau“ entworfenen oder erweiterten Bauwerke stehen heute unter Denkmalschutz.

## Bauten (Baudenkmale)

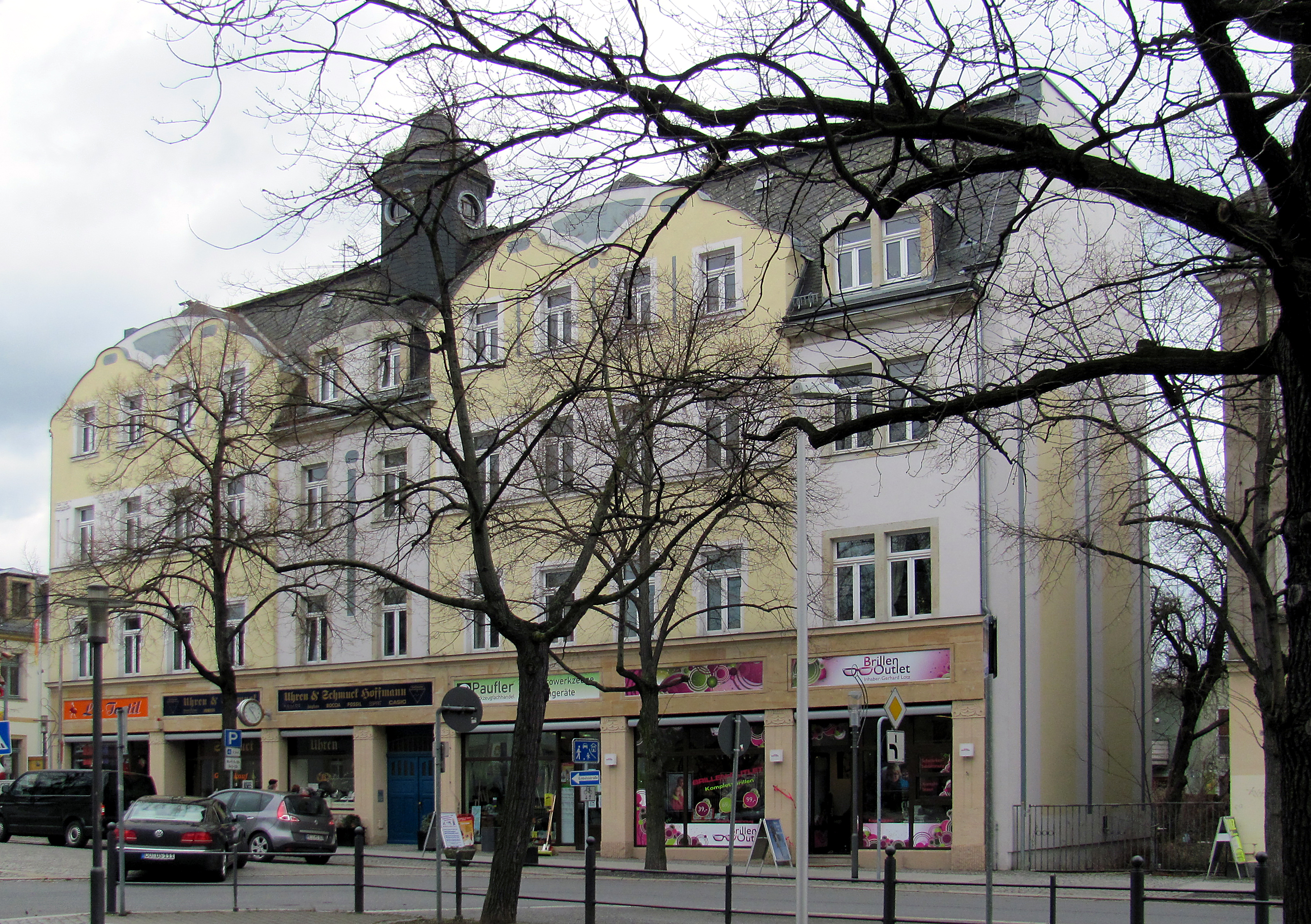
Wohn- und Geschäftshaus Hauptstraße 11

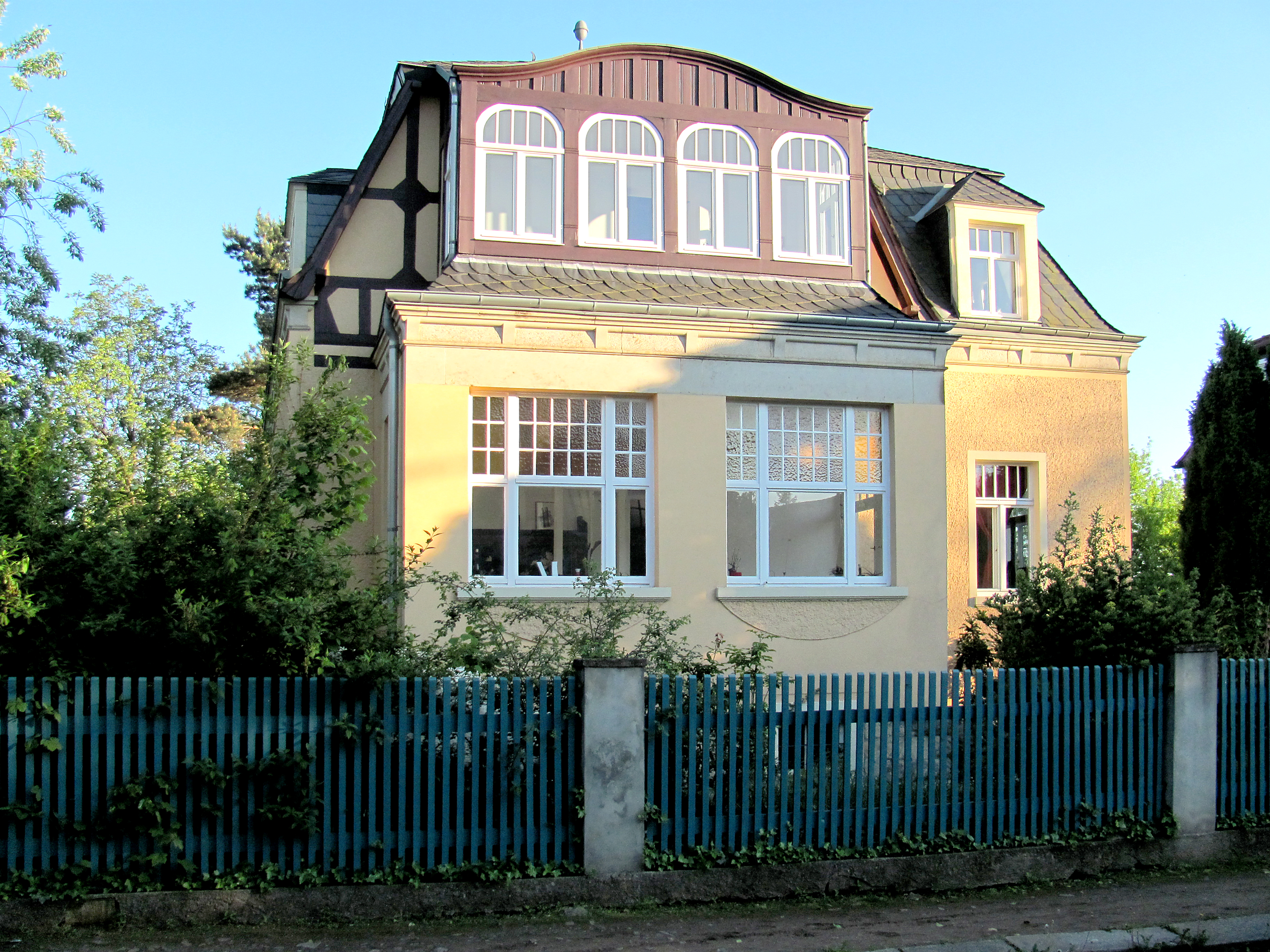
Villa Mozartstraße 7

Die im Folgenden aufgeführten Bauten sind in der Denkmaltopographie Bundesrepublik Deutschland, Denkmale in Sachsen, Stadt Radebeul aufgeführte Kulturdenkmale. Sie stellen damit kein vollständiges Werkverzeichnis dar.
- 1902: Eckpavillon der Villa Obere Bergstraße 1 in Niederlößnitz, heute Radebeul
- 1905: Mietvilla Hauptstraße 62 in Oberlößnitz, heute Radebeul
- 1905: Verandenanbau an Mietvilla Max Schulze in Alt-Radebeul, Einsteinstraße 26
- 1905: Atelierpavillon Otto Jantzen in Niederlößnitz, heute Radebeul, Ledenweg 31
- 1906/07: Wohn- und Geschäftshaus Hauptstraße 11 in Radebeul
- 1906/07: Landhaus Ferdinand Luther in Oberlößnitz, Hoflößnitzstraße 47
- 1906/07: Villa Rosenstraße 17 in Serkowitz, heute Radebeul (Johannes Heinsius zugewiesen)
- 1906/07: Wohnhaus für Bruno Schröter durch Totalumbau des Karlshofs in Oberlößnitz, Waldstraße 10
- 1907: Anbauten an die Villa Hoflößnitzstraße 6 in Serkowitz
- 1907: Dachausbau Wohn- und Geschäftshaus Fritz Moritz Talkenberg in Serkowitz, Kötzschenbrodaer Straße 37
- 1907/08: Villa Mozartstraße 7 in Serkowitz
- 1907/08: Villa Rosenstraße 15 in Serkowitz (Johannes Heinsius zugewiesen)
- 1908: Küchengebäude im Bilz-Bad in Kötzschenbroda-Oberort, Meiereiweg 108
- 1909: Anbauten an die Villa Robert Herrmann Bischoff in Oberlößnitz, Eduard-Bilz-Straße 1
- 1909: verworfener Erstentwurf Landhaus Paul Horsella in Radebeul, Lessingstraße 9
- 1911: Landhaus Adolph Künzelmann in Niederlößnitz, Makarenkostraße 7